# Johann Breyer
Johann "Hans" Breyer (30. května 1925 Nová Lesná – 22. července 2014 Filadelfie) byl americký nástrojař československého původu, který během druhé světové války působil jako dozorce v nacistických koncentračních táborech. 

## Život
Narodil se v obci Nová Lesná v tehdejším Československu. Otec Johann byl karpatským Němcem, matka Katrina se narodila v roce 1895 na předměstí Filadelfie. 
V roce 1942 vstoupil do Waffen-SS a byl nasazen jako strážný v koncentračním táboře Buchenwald. V létě roku 1944 byl přeložil do Osvětimi.
Po konci války žil nedaleko bavorského města Weiden in der Oberpfalz. V roce 1952 emigroval do Spojených států amerických, kde pracoval jako nástrojař. S manželkou Shirley vychoval tři děti. V roce 1957 získal americké občanství. 
Do hledáčku amerických úřadů se dostal již v 90. letech 20. století. Národnost jeho matky ho zachránila před deportací a odebráním amerického občanství.
V roce 2013 na něj byl prokuraturou ve Weidenu vydán zatykač za spoluúčast na smrti 216 000 Židů v koncentračním táboře Osvětim-Březinka. V červnu 2014 byl zatčen ve svém domě v severovýchodní Filadelfii a umístěn do vazby. V červenci téhož roku byl hospitalizován v nemocnici, kde 22. července zemřel ve věku devětaosmdesáti let. O den později schválil americký soud německou žádost o vydání ke stíhání v Německu.